# Legittimazione ad adempiere
La legittimazione ad adempiere è uno dei requisiti soggettivi dell'adempimento, che designa la competenza da parte di un soggetto ad adempiere alla prestazione.
I legittimati ad adempiere sono solitamente il debitore, i suoi ausiliari, le persone autorizzate dalla legge o dal giudice (come ad esempio i curatori fallimentari), e in genere tutti i terzi, salvo che il creditore non abbia un interesse apprezzabile affinché non sia un terzo ad adempiere.
Spetta, in primo luogo, al debitore la legittimazione ad adempiere: essendo infatti il soggetto tenuto alla prestazione, è normale che abbia anche il potere effettivo di eseguirlo.
In via del tutto eccezionale, il debitore è privato della legittimazione ad adempiere nell'ipotesi del fallimento, fattispecie prevista nell'art. 44 della legge fallimentare: i pagamenti effettuati dal fallito dopo il fallimento sono inefficaci rispetto ai creditori concorsuali.
Oltre al debitore, possono essere legittimati ad adempiere anche i rappresentanti, gli ausiliari e i sostituti.